# Calliostoma uranipponense
Calliostoma uranipponense is een slakkensoort uit de familie van de Calliostomatidae. De wetenschappelijke naam van de soort is voor het eerst geldig gepubliceerd in 1969 door Okutani.